# طمارين أسدي أسود الرأس
طمارين أسديّ أسود الرأس ؛ طمارين أسود الوجه أو طمارين الأسدي السوبرغوي (الاسم العلمي: Leontopithecus caissara) هو قرد صغير من قرود العالم الجديد لعائلة القشيات . وهي مهددة بالانقراض بالحد الأقصى وتتوطن في الغابات الساحلية في جنوب شرق البرازيل. هناك العديد من مشاريع الحفاظ عليها ومن غير المرجح أن يتجاوز إجمالي اعدادها 400 قرد. توصف بأنها ذهبية إلى برتقالي اللون مع تباين الرأس والساقين والذيل.

## الاكتشاف والتوزيع
لم يتم التعرف على طمارين أسديّ أسود الرأس حتى عام 1990 عندما وصفه باحثان برازيليان، ماريا لوسيا لوريني وفانيسا بيرسون، استنادًا إلى أفراد من جزيرة سوبارغوي في ولاية بارانا البرازيلية. بعد فترة وجيزة تم اكتشاف عدد إضافي منها في البر الرئيسي المجاور في بارانا وفي أقصى جنوب ساو باولو . إن الاسم المحدد caissara هو إشارة إلى المنطقة الساحلية كايسارس، والسكان المحليين لجزيرة سوبارغوي .
هذا الفصيل من القرود يفضلون البر الرئيسي والغابات الثانوية الغارقة في المستنقعات والموائل. يستخدم قرود الجزيرة غابات الأراضي المنخفضة والشاهقة و منطقة ريستينجا الشجرية (الغابات الساحلية على التربة الرملية) كموئل أساسي. لا يزالون موجودين على ارتفاع أقل من 40 متر (130 قدم) في تلك المناطق.

## السلوك
طمارين أسديّ أسود الرأس هو نوع من قرود قاطني الأشجار ويأكل بشكل أساسي الفواكه الصغيرة واللافقاريات مثل الحشرات والعناكب والقواقع. ومن المعروف أيضا أن شرب الرحيق، وأكل الأوراق الصغيرة من بروميلية. ويعتقد أنها تكملة أجزاء من نظامهم الغذائي مع الفطر خلال موسم الجفاف.
يعيش طمارين الأسدي ذو الرأس الأسود في مجموعات عائلية ممتدة تضم 2-8 أفراد. داخل هذه العائلات، عادة ما توجد أنثى واحدة تتكاثر في كل موسم. تنجب المواليد عادةً من سبتمبر إلى مارس، وتلد الإناث عادة التوائم. التفاعل الاجتماعي هو عنصر رئيسي في الحفاظ على الجهاز التناسلي مثل هذا. الاستمالة هي الشكل الأكثر شيوعًا للسلوك التبعي الذي تراه الأنواع على وجه التحديد بين الزواج المتكاثر.

## في الحفاظ

### التهديدات
يمتلك طمارين أسديّ أسود الرأس تفضيلًا خاصًا للموئل وقلة أعدادها (400 فرد في المجموع ، نصفهم تقريبًا ناضجون) أن فقدان الموائل هو أكبر تهديد لهذه الأنواع. [3] تعتبر الزراعة والتنمية والتجزئة واستخراج قلب النخيل من الأسباب الرئيسية لفقدان موطنها.  كما أنها مهددة من تجارة الحيوانات الأليفة غير المشروعة ، والصيد ، وزيادة السياحة ، واكتئاب زواج الأقارب.

### مشاريع الحماية والمحافظة
تم إدراج أسد طمارين أسود الرأس على أنه مهدد بالانقراض من قبل IUCN ، وهو مدرج في قانون الأنواع المهددة بالانقراض ومدرج في CITES الملحق الأول. القوائم الإقليمية لكل من ولايتي بارانا وساو باولو.
تغطي حديقة سوبراغي الوطنية معظم نطاقات طمارين أسديّ أسود الرأس بما في ذلك جزيرة سوبراغي وأجزاء البر الرئيسي المجاورة لولاية بارانا. تبلغ مساحة الحديقة الوطنية 33988 هكتارًا ، ويعتبر الطمارين من الأنواع المتوطنة التي تستخدم كوحدة حماية لإدارة المتنزه. تتم حماية أعداد طمارين في ساو باولو في حديقة جاكوبيرانجا الحكومية. [3]
بدأ معهد البحوث البيئية (IPÊ) برنامج الحفاظ على طمارين أسديّ أسود الرأس في عام 1996، وركز خلال عام 2004 على تعلم البيئة والتاريخ الطبيعي للأنواع. في عام 2005 ، تم جمع بيانات كافية لإنشاء أول خطة عمل لحماية طمارين أسديّ أسود الرأس وموائله. بالإضافة إلى جمع بيانات إضافية ، أكمل IPÊ من 2005 إلى 2007 تشخيص التهديدات التي تواجه بقاء الأنواع. ثم استضافوا ورشة العمل الأولى للتفاوض البيئي في أريري (ساو باولو) في عام 2009 ، مع التركيز على التثقيف والتوعية بالإنتاج المستدام. تتضمن بعض أهدافهم حاليًا تقييم تشتت الصغار، وتحسين العدد المتوقع، ومراقبة آثار ارتفاع البحر بسبب تغير المناخ، وتعزيز الحصاد المستدام لقلب النخيل.